# Dennis Eadie
Dennis Eadie (14 de janeiro de 1869 — 10 de junho de 1928) foi um ator de teatro britânico, que também apareceu em três filmes durante a era do cinema mudo. Eadie era um ator principal do teatro britânico, aparecendo em peças de Edward Knoblauch e Louis N. Parker. Em 1916, ele se tornou o primeiro homem a interpretar o primeiro-ministro britânico Benjamin Disraeli em um longa-metragem.[carece de fontes?]

## Filmografia selecionada
- The Man Who Stayed at Home (1915)[1]
- Disraeli (1916)[2]